# Reckless Love
I Reckless Love sono un gruppo glam metal finlandese, formatosi a Kuopio nel 2001.
Nel febbraio 2010 hanno pubblicato il loro omonimo album di debutto, ottenendo subito grande popolarità in terra finlandese.

## Storia
La band ha iniziato la carriera con il nome di Reckless Life, inizialmente suonavano cover dei Guns N' Roses. Dopo aver avuto successo con questo approccio, hanno cominciato a scrivere le proprie canzoni, e alla fine ha vinto il Kuopio Band Competition nel 2004.
I Reckless Love, con il Kuopio Popcity Project nel 2005, hanno fatto un tour scandinavo con tappe in Svezia, Norvegia e Danimarca, insieme alle band Rainbow Crash, Svat e Sideshow Zombies.
Il 2007 ha visto Olli Herman (conosciuto anche come H. Olliver Twisted) come cantante della Hair Metal band Svedese, Crashdiet.
Un anno e mezzo dopo, Olli Herman torna dai Reckless Love.
Nel Gennaio 2009, il sito web di Reckless Love ha annunciato che il batterista Mike Harley avrebbe lasciato la band. Una settimana dopo hanno preso Hessu Maxx.
Lo stile musicale della band ha subito un grande cambiamento negli anni, infine, il 23 aprile 2009, hanno firmato un contratto discografico con la Universal Music. Nel luglio 2009, i Reckless Love pubblicarono il loro primo singolo, One More Time. Nel mese di agosto, hanno raggiunto il numero 2 nelle classifiche della stazione radio finlandese YleX. Il loro secondo singolo, Beautiful Bomb, pubblicato il 15 ottobre 2009, ha raggiunto la posizione numero 4.
La band ha anche girato un video musicale per questo singolo, che ha debuttato su MTV nel Dicembre 2009. Il 20 febbraio 2010 è stato distribuito il terzo singolo e secondo video, Romance. Quattro giorni dopo l'uscita del singolo, l'album di debutto Reckless Love, è stato pubblicato.
Questo album è stato pubblicato negli Stati Baltici, Belgio, Regno Unito e Finlandia. La versione giapponese è stata pubblicata nel luglio 2010. La pubblicazione nei mercati tedeschi e svedesi è ancora in discussione. L'album ha debuttato al numero 13 nella classifica ufficiale della Finlandia.
La band ha pubblicato il loro secondo album, Animal Attraction, il 5 ottobre 2011. Il primo singolo Hot è stato pubblicato il 18 aprile 2011 e il loro secondo singolo Animal Attraction è stato pubblicato il 12 settembre 2011.
Il The Animal Attraction Tour è iniziato il 7 ottobre 2011.
Il video di On The Radio, decima traccia dell'album Animal Attraction, è stato girato a Los Angeles.
Il nuovo singolo Night On Fire è disponibile per l'acquisto e il download, a partire dal 26 aprile 2013, per inizio Agosto, hanno annunciato So Happy I Could Die il secondo singolo, con video musicale.
Il 26 aprile 2013 è stato pubblicato il primo singolo dal terzo album  Spirit  , "Night on Fire", insieme al video musicale a supporto della canzone. L'album è stato finalmente pubblicato il 2 settembre 2013, con un secondo singolo e un relativo video "So Happy I Could Die" che lo hanno preceduto il 25 agosto 2013. La band ha quindi intrapreso un tour da headliner nel Regno Unito di nove date nell'ottobre 2013 che includeva tappe a Manchester, Newcastle, Glasgow, Leeds, Nottingham, Wolverhampton, Norwich, Bristol e alla O2 Academy di Londra.
Il 4 marzo 2016 viene pubblicato il loro quarto album InVader.
Il cantante della band Olli Herman è apparso nella formazione "Local band" con Alexi Laiho  (dei Children of Bodom), Archie Kuosmanen (dei Santa Cruz) e Jussi 69  (dei The 69 Eyes  ). 
Nel 2022, la canzone della band "Monster" è stata inclusa nell'episodio 6 della serie TV  Peacemaker  .
Il quinto album dal titolo Turborider viene pubblicato il 25 marzo 2022.

## Formazione

### Formazione attuale
- H. Olliver Twisted - voce (2001-presente)
- Pepe Salohalme - chitarra (2001-presente)
- Jalle Verne - basso (2001-presente)

### Ex componenti
- Mike Harley - batteria (2004-2009)
- Zam Ryder - batteria (2001-2004)
- Hessu Maxx - batteria (2009-2023)

## Discografia

### Album in studio
| Anno | Titolo            | Classifiche |
| Anno | Titolo            | FIN         |
| ---- | ----------------- | ----------- |
| 2010 | Reckless Love     | 13          |
| 2011 | Animal Attraction | 10          |
| 2013 | Spirit            | 3           |
| 2016 | InVader           | 8           |
| 2022 | Turborider        | 3           |

### Singoli/EP
| Anno | Titolo | Classifiche |
| Anno | Titolo | FIN         |
| ---- | ------ | ----------- |
| 2011 | Hot    | 18          |

### Singoli
| Anno | Singolo                | Classifica | Album             |
| Anno | Singolo                | FIN        | Album             |
| ---- | ---------------------- | ---------- | ----------------- |
| 2004 | "So Yeah!"             | —          | Non-album single  |
| 2005 | "TKO"                  | —          | Non-album single  |
| 2005 | "Light But Heavy"      | —          | Non-album single  |
| 2006 | "Speed Princess"       | —          | Non-album single  |
| 2009 | "One More Time"        | —          | Reckless Love     |
| 2009 | "Beautiful Bomb"       | —          | Reckless Love     |
| 2010 | "Romance"              | —          | Reckless Love     |
| 2010 | "Badass"               | —          | Reckless Love     |
| 2010 | "Get Electric"         | —          | Reckless Love     |
| 2010 | "Romance"              | —          | Reckless Love     |
| 2010 | "Back to Paradise"     | —          | Reckless Love     |
| 2011 | "Hot"                  | 18         | Animal Attraction |
| 2011 | "Animal Attraction"    | —          | Animal Attraction |
| 2011 | "On The Radio"         | —          | Animal Attraction |
| 2013 | "Night on Fire"        | —          | Spirit            |
| 2013 | "So Happy I Could Die" | —          | Spirit            |
| 2015 | "Keep It Up All Night" | —          | Non-album single  |
| 2016 | "Monster"              | —          | inVader           |
| 2020 | "Loaded"               | —          | Non-album single  |
| 2021 | "Outrun"               | —          | Turborider        |
| 2021 | "Eyes of a Maniac"     | —          | Turborider        |
| 2022 | "Turborider"           | —          | Turborider        |
| 2022 | "Bark At The Moon"     | —          | Turborider        |

### Video musicali
- 2009 - One More Time
- 2009 - Beautiful Bomb
- 2010 - Badass
- 2010 - Romance
- 2010 - Back To Paradise
- 2011 - Hot
- 2011 - Animal Attraction
- 2012 - On the Radio
- 2012 - Born to Break Your Heart
- 2013 - Night on Fire
- 2013 - So Happy I Could Die
- 2016 - Monster